# Säynätsalo

Wappen der ehemaligen Gemeinde Säynätsalo

Säynätsalo [ˈsæy̯nætsɑlɔ] ist ein auf der gleichnamigen Insel im Päijänne-See gelegener Stadtteil der finnischen Stadt Jyväskylä. Von 1924 bis 1993 bildete Säynätsalo eine eigene Gemeinde.
Säynätsalo umfasst die Inseln Säynätsalo und Lehtisaari, einen Teil der Insel Muuratsalo sowie einen Landstreifen auf dem Festland am Westufer des Päijänne. Die Inseln sind jeweils nur durch schmale Sunde voneinander bzw. vom Festland getrennt und sind über Brücken erreichbar. Die Entfernung ins Stadtzentrum von Jyväskylä beträgt rund 16 Kilometer. Der Stadtteil Säynätsalo hat 3.341 Einwohner (Stand: 2008).
Bis Ende des 19. Jahrhunderts war die damals zur Gemeinde Korpilahti gehörige Insel Säynätsalo unbewohnt. Erst als 1897 ein Sägewerk gegründet wurde, bildete sich auf der Insel eine Fabriksiedlung. 1914 setzte sich die Industrialisierung von Säynätsalo mit der Gründung einer Sperrholzfabrik fort. Die Sperrholzfabrik bestand bis 2020. Heutzutage wird die Industrie auf der Insel nur noch von dem Feuerwehrfahrzeughersteller Saurus Oy vertreten. 1921 löste sich die Gemeinde Muurame aus Korpilahti. Anfangs gehörte auch Säynätsalo zu Muurame, doch bereits 1924 wurde es zu einer eigenständigen Gemeinde. Die Gemeinde Säynätsalo umfasste anfangs nur die gleichnamige Insel, 1935 und nochmals in den 1960er Jahren vergrößerte sich das Gemeindegebiet aber um Gebiete aus Muurame. 1993 wurde Säynätsalo in die Stadt Jyväskylä eingemeindet, obwohl die beiden Gemeinden zu dem Zeitpunkt über keine gemeinsame Grenze verfügten. Durch die Eingemeindung von Korpilahti und der Landgemeinde Jyväskylä im Jahr 2009 ist Säynätsalo mittlerweile mit dem übrigen Stadtgebiet von Jyväskylä verbunden, allerdings nur auf dem Wasser; der Landweg nach Säynätsalo führt nach wie vor über Muurame.
Das bedeutendste Bauwerk des Stadtteils ist das Rathaus von Säynätsalo. Dieses wurde 1952 nach Plänen des bekannten finnischen Architekten Alvar Aalto fertiggestellt. Das Rathaus von Säynätsalo gilt als eine der wichtigsten Bauten Aaltos und läutet in seinem Werk die „rote Phase“ ein, in der Aalto vorzugsweise roten Ziegel benutzte. Die Kirche von Säynätsalo wurde 1927 geweiht.

## Bilder

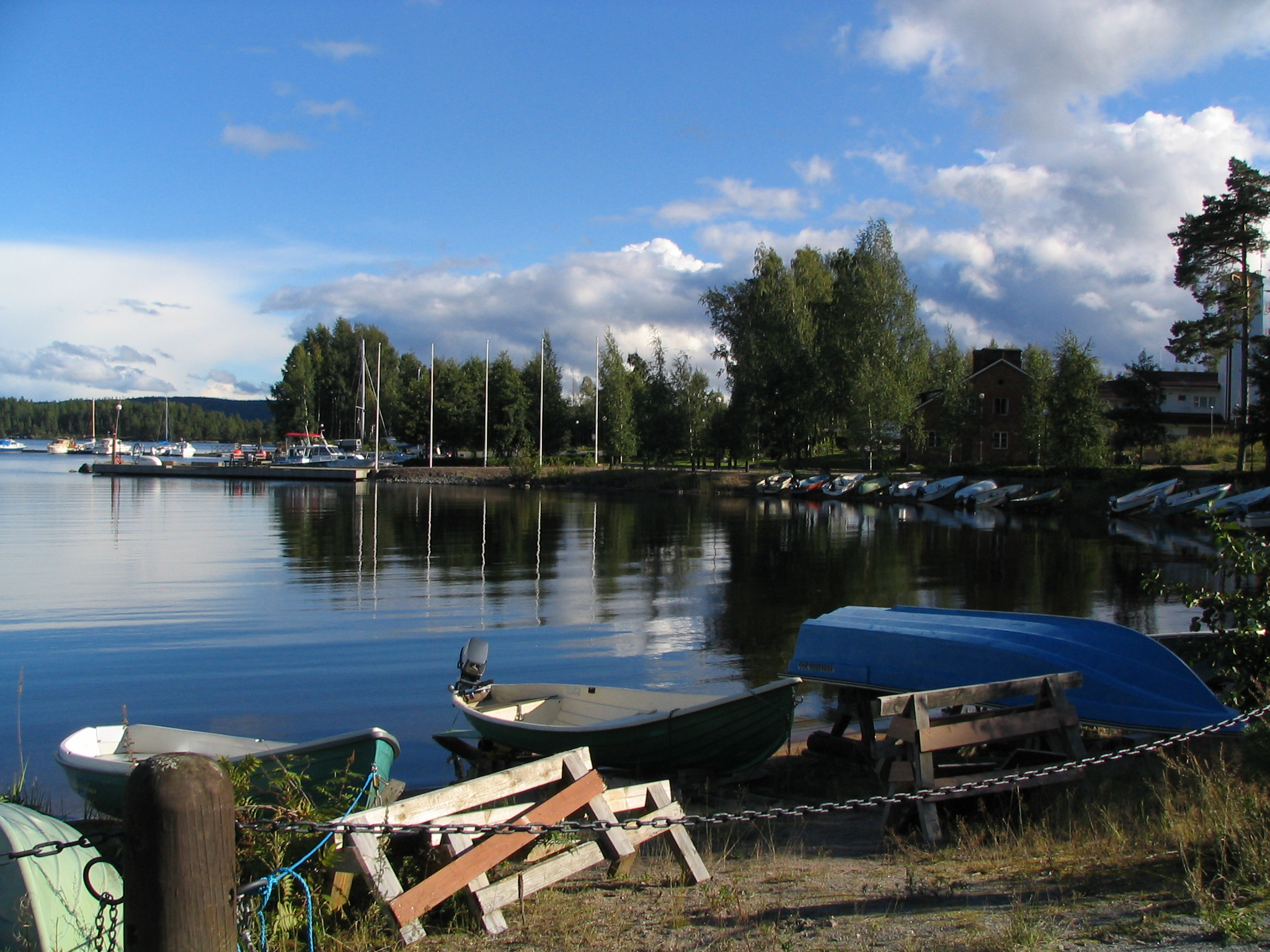
Bootshafen
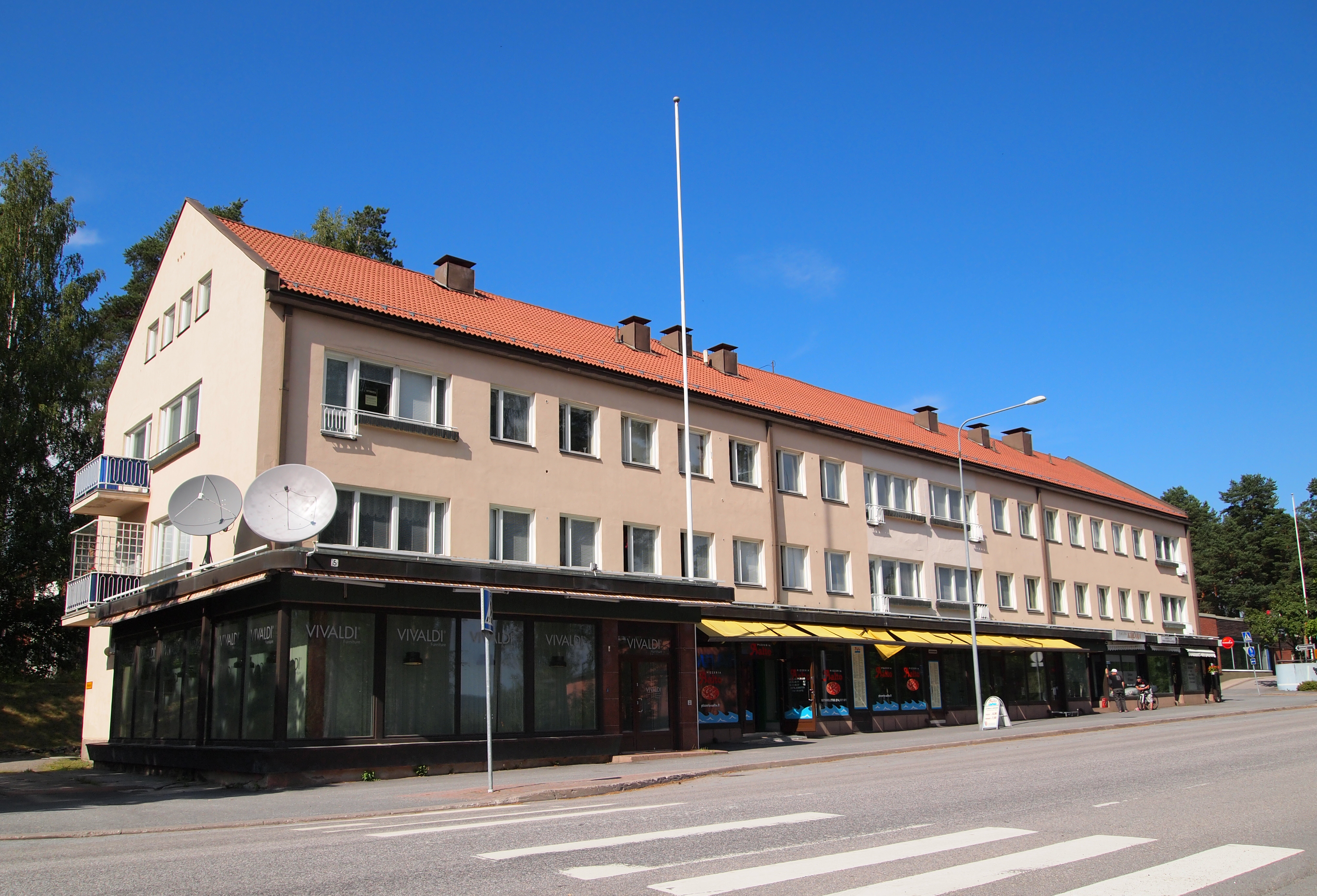
Hauptstraße
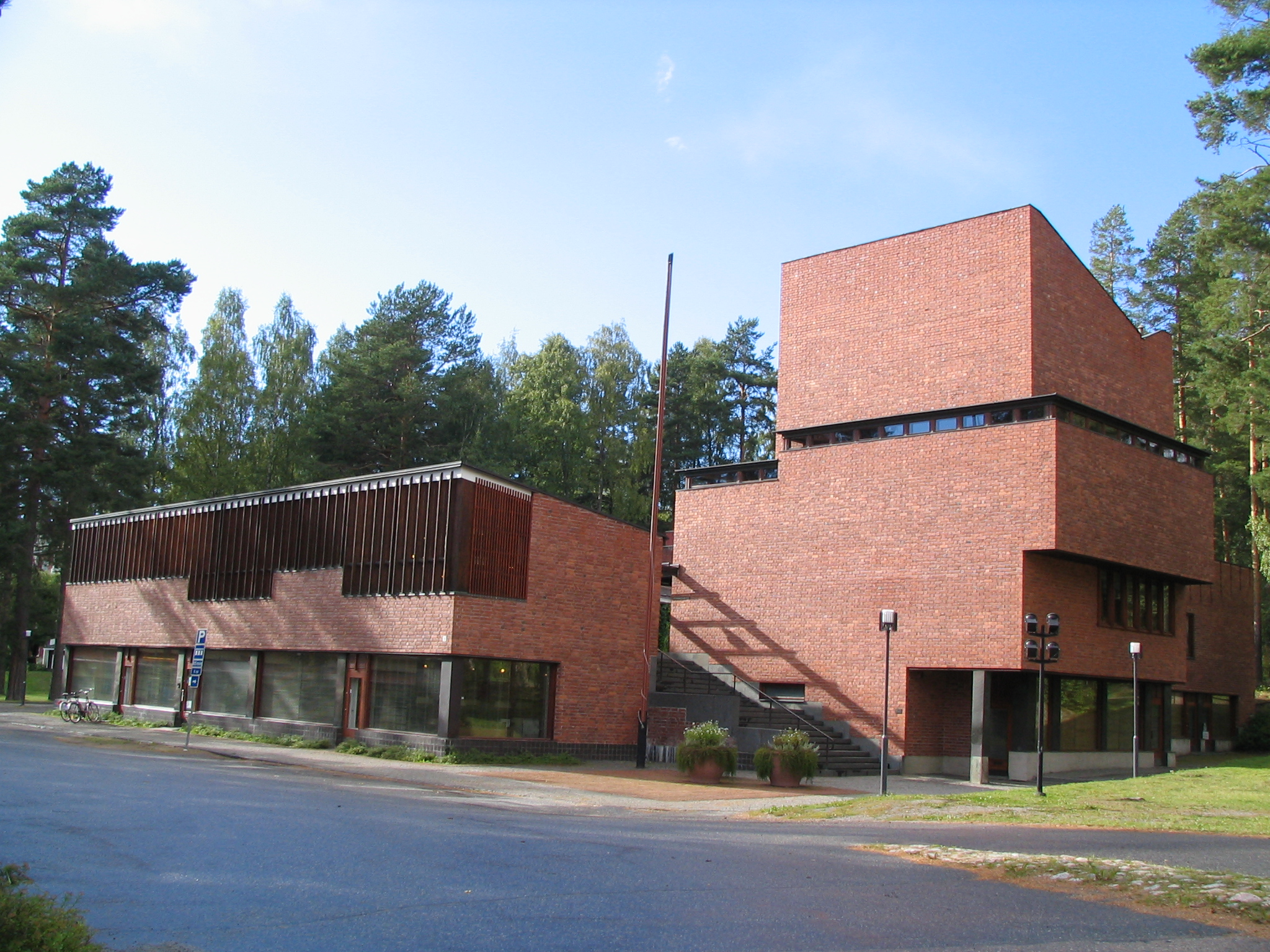
Rathaus von Säynätsalo
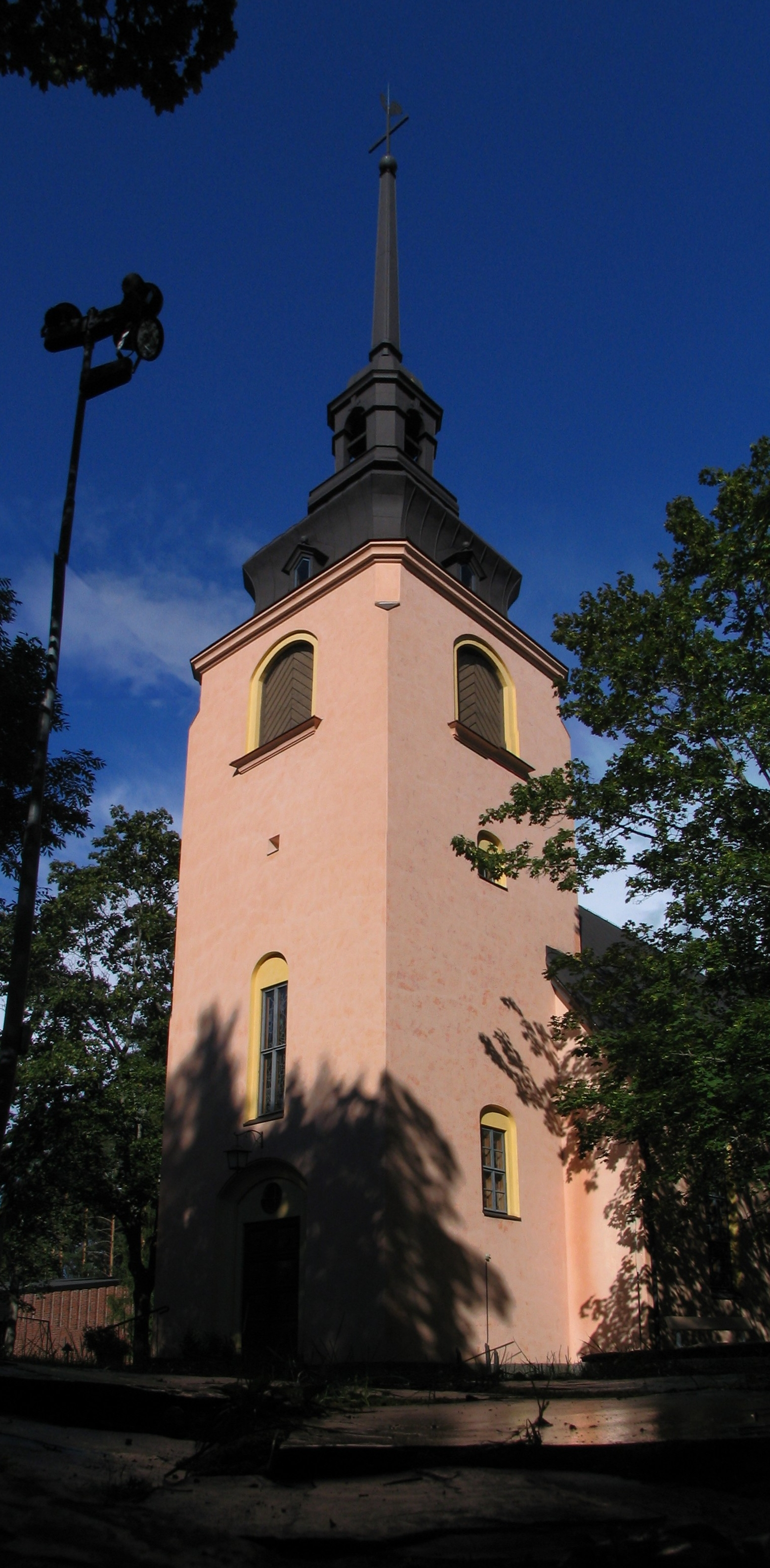
Kirche von Säynätsalo